# Nannobittacus dactyliferus
Nannobittacus dactyliferus is een schorpioenvliegachtige uit de familie van de hangvliegen (Bittacidae). De wetenschappelijke naam van de soort is voor het eerst geldig gepubliceerd door Byers in 1997.
De soort komt voor in Ecuador.